# Evangelische Kirche (Bargen)

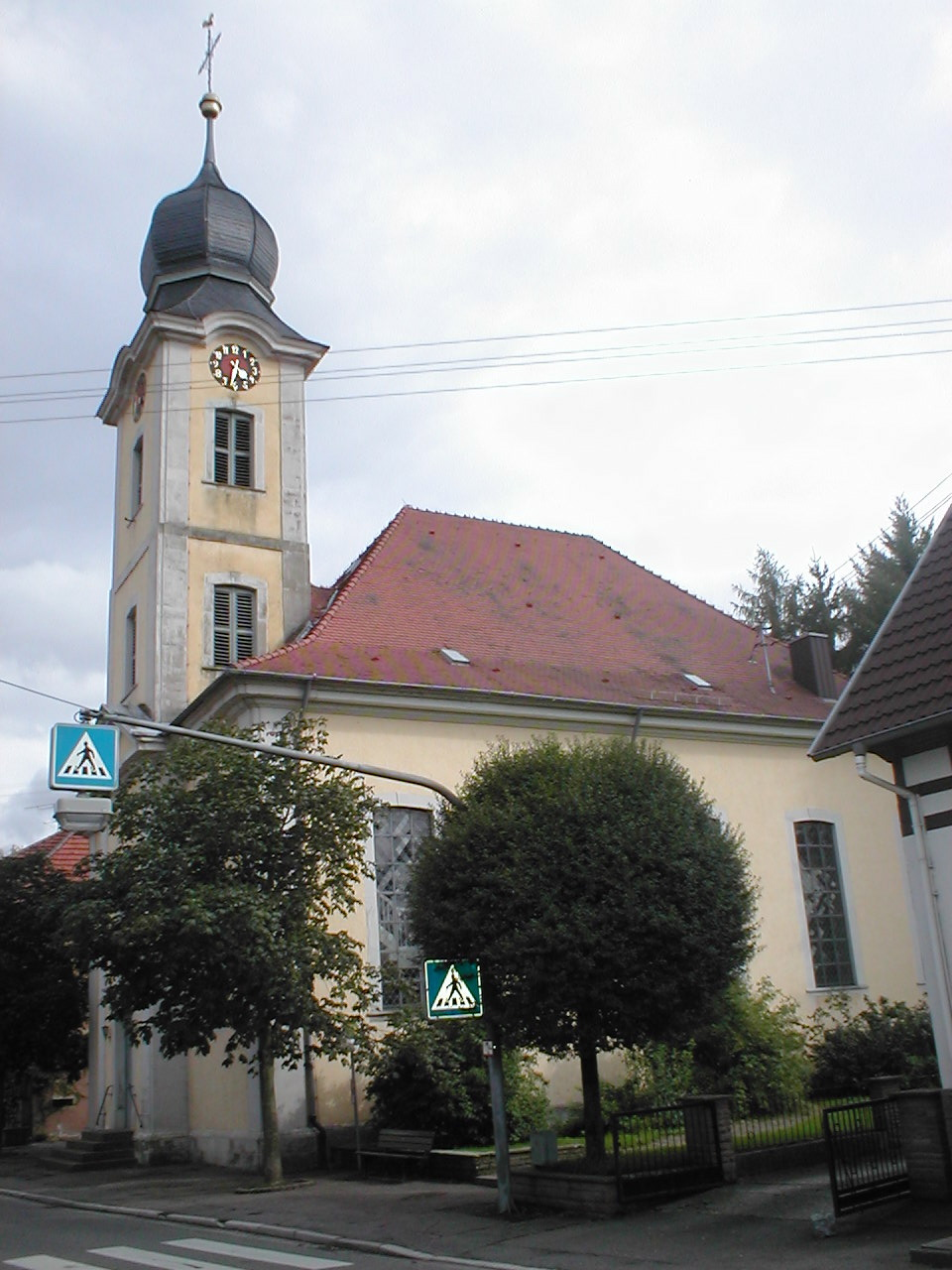
Evangelische Kirche in Bargen

Die Evangelische Kirche steht in Bargen, einem Gemeindeteil von Helmstadt-Bargen im Rhein-Neckar-Kreis in Baden-Württemberg. Das Bauwerk ist beim Landesamt für Denkmalpflege Baden-Württemberg als Baudenkmal eingetragen. Die Kirchengemeinde gehört zum Kirchenbezirk Kraichgau der Evangelischen Landeskirche in Baden.

## Beschreibung
Die giebelständige spätbarocke Saalkirche wurde um 1800 erbaut. Bis zum Bau der Kirche St. Peter und Paul 1904 wurde sie als Simultankirche auch von der römisch-katholischen Gemeinde mitbenutzt. Sie besteht aus einem Langhaus, an dessen Südseite eine Apsis auf segmentbogigem Grundriss vorschwingt, und einem fast vollständig in das Langhaus eingestellten Fassadenturm im Norden. Der Fassadenturm beherbergt in seinem obersten Geschoss die Turmuhr und den Glockenstuhl. Darauf sitzt eine Zwiebelhaube. 
Die Orgel wurde 1971 von G. F. Steinmeyer & Co. gebaut.